# Europees kampioenschap waterpolo mannen 2010
Het 29e Europees kampioenschap waterpolo voor mannen vond plaats van 29 augustus tot 11 september 2010 in Zagreb, Kroatië. Twaalf landenteams namen deel aan het toernooi. Gastland Kroatië won het toernooi door in de finale Italië met 7-3 te verslaan.

## Voorronde

### Groep A
| Datum       | Land       | Land       | Uitslag | Periode           |
| ----------- | ---------- | ---------- | ------- | ----------------- |
| 29 augustus | Turkije    | Roemenië   | 6 - 12  | (2-3,2-3,1-4,1-2) |
| 29 augustus | Italië     | Spanje     | 7 - 6   | (3-1,0-1,2-1,2-3) |
| 29 augustus | Montenegro | Kroatië    | 11 - 9  | (1-3,6-2,1-3,3-1) |
| 30 augustus | Spanje     | Roemenië   | 10 - 11 | (1-2,2-3,5-3,2-3) |
| 30 augustus | Italië     | Montenegro | 11 - 10 | (3-2,3-4,3-3,2-1) |
| 30 augustus | Kroatië    | Turkije    | 16 - 3  | (3-2,4-1,6-0,3-0) |
| 1 september | Turkije    | Italië     | 4 - 9   | (1-2,1-1,1-4,1-2) |
| 1 september | Roemenië   | Kroatië    | 7 - 13  | (4-3,1-3,1-4,1-3) |
| 1 september | Montenegro | Spanje     | 8 - 7   | (3-2,2-2,2-2,1-1) |
| 3 september | Montenegro | Turkije    | 22 - 2  | (5-1,6-0,5-0,6-1) |
| 3 september | Italië     | Roemenië   | 10 - 7  | (4-2,1-1,2-1,3-3) |
| 3 september | Spanje     | Kroatië    | 6 - 8   | (1-2,0-1,2-1,3-4) |
| 5 september | Turkije    | Spanje     | 6 - 12  | (2-5,3-1,0-4,1-2) |
| 5 september | Roemenië   | Montenegro | 9 - 9   | (3-3,1-3,4-1,1-2) |
| 5 september | Italië     | Kroatië    | 5 - 8   | (2-3,2-1,1-4,0-0) |

| Groep A |            |             |             |             |             |            |            |            |        |
| #       | Land       | Wedstrijden | Wedstrijden | Wedstrijden | Wedstrijden | Doelpunten | Doelpunten | Doelpunten | Punten |
| #       | Land       | G           | W           | G           | V           | V          | T          | Saldo      | Punten |
| 1       | Kroatië    | 5           | 4           | 0           | 1           | 54         | 32         | +22        | 12     |
| 2       | Italië     | 5           | 4           | 0           | 1           | 42         | 35         | +7         | 12     |
| 3       | Montenegro | 5           | 3           | 1           | 1           | 60         | 38         | +22        | 10     |
| 4       | Roemenië   | 5           | 2           | 1           | 2           | 46         | 48         | -2         | 7      |
| 5       | Spanje     | 5           | 1           | 0           | 4           | 41         | 40         | +1         | 3      |
| 6       | Turkije    | 5           | 0           | 0           | 5           | 21         | 71         | -50        | 0      |

### Groep B
| Datum       | Land        | Land        | Uitslag | Periode           |
| ----------- | ----------- | ----------- | ------- | ----------------- |
| 29 augustus | Rusland     | Macedonië   | 9 - 10  | (3-3,2-2,2-1,2-4) |
| 29 augustus | Hongarije   | Duitsland   | 10 - 8  | (3-3,3-1,3-1,1-3) |
| 29 augustus | Servië      | Griekenland | 13 - 5  | (2-1,4-2,3-1,4-1) |
| 30 augustus | Duitsland   | Rusland     | 7 - 6   | (2-0,1-3,2-2,2-1) |
| 30 augustus | Servië      | Hongarije   | 6 - 9   | (2-0,1-3,2-2,2-1) |
| 30 augustus | Griekenland | Macedonië   | 10 - 5  | (2-2,4-1,0-1,4-1) |
| 1 september | Rusland     | Servië      | 10 - 16 | (2-7,3-3,1-1,4-5) |
| 1 september | Macedonië   | Duitsland   | 7 - 8   | (1-3,1-3,4-2,1-0) |
| 1 september | Hongarije   | Griekenland | 6 - 6   | (0-3,1-0,3-2,2-1) |
| 3 september | Servië      | Macedonië   | 19 - 9  | (4-0,2-1,7-2,6-6) |
| 3 september | Hongarije   | Rusland     | 14 - 10 | (5-3,3-3,3-1,3-3) |
| 3 september | Griekenland | Duitsland   | 5 - 6   | (0-2,1-1,2-2,2-1) |
| 5 september | Servië      | Duitsland   | 17 - 3  | (4-2,5-0,2-0,6-1) |
| 5 september | Rusland     | Griekenland | 7 - 6   | (3-2,0-0,2-3,2-1) |
| 5 september | Hongarije   | Macedonië   | 7 - 4   | (2-0,2-4,0-0,3-0) |

| Groep B |             |             |             |             |             |            |            |            |        |
| #       | Land        | Wedstrijden | Wedstrijden | Wedstrijden | Wedstrijden | Doelpunten | Doelpunten | Doelpunten | Punten |
| #       | Land        | G           | W           | G           | V           | V          | T          | Saldo      | Punten |
| 1       | Hongarije   | 5           | 4           | 1           | 0           | 46         | 34         | +12        | 13     |
| 2       | Servië      | 5           | 4           | 0           | 1           | 71         | 36         | +35        | 12     |
| 3       | Duitsland   | 5           | 3           | 0           | 2           | 32         | 45         | -13        | 9      |
| 4       | Griekenland | 5           | 1           | 1           | 3           | 32         | 37         | -5         | 4      |
| 5       | Macedonië   | 5           | 1           | 0           | 4           | 35         | 53         | -18        | 3      |
| 6       | Rusland     | 5           | 1           | 0           | 4           | 42         | 53         | -11        | 3      |

## Kwartfinale ronde

### 7e/12e plaats
| Datum       | Land    | Land      | Uitslag | Periode           |
| ----------- | ------- | --------- | ------- | ----------------- |
| 7 september | Spanje  | Rusland   | 9 - 6   | (3-0,2-1,2-5,2-0) |
| 7 september | Turkije | Macedonië | 9 - 6   | (2-0,1-2,3-3,3-1) |

### Kwartfinales
| Datum       | Land       | Land      | Uitslag | Periode           |
| ----------- | ---------- | --------- | ------- | ----------------- |
| 7 september | Italië     | Duitsland | 6 - 2   | (2-1,2-1,1-0,1-0) |
| 7 september | Montenegro | Servië    | 5 - 6   | (2-1,1-1,1-2,1-2) |

## Halve finale ronde

### 7e/10e plaats
| Datum       | Land    | Land        | Uitslag | Periode                   |
| ----------- | ------- | ----------- | ------- | ------------------------- |
| 9 september | Spanje  | Griekenland | 12 - 11 | (2-3,3-1,3-3,2-3,1-1,1-0) |
| 9 september | Turkije | Roemenië    | 8 - 15  | (2-3,0-6,3-2,3-4)         |

### Halve finales
| Datum       | Land   | Land      | Uitslag | Periode           |
| ----------- | ------ | --------- | ------- | ----------------- |
| 9 september | Servië | Kroatië   | 9 - 10  | (1-2,4-4,2-2,2-2) |
| 9 september | Italië | Hongarije | 10 - 8  | (2-0,2-3,4-3,2-2) |

## Plaatsingsronde

### 11e/12e plaats
| Datum       | Land    | Land      | Uitslag | Periode           |
| ----------- | ------- | --------- | ------- | ----------------- |
| 9 september | Rusland | Macedonië | 5 - 4   | (1-2,2-0,1-0,1-2) |

### 9e/10e plaats
| Datum        | Land        | Land    | Uitslag | Periode           |
| ------------ | ----------- | ------- | ------- | ----------------- |
| 10 september | Griekenland | Turkije | 10 - 7  | (4-2,2-2,1-1,3-2) |

### 7e/8e plaats
| Datum        | Land   | Land     | Uitslag | Periode           |
| ------------ | ------ | -------- | ------- | ----------------- |
| 10 september | Spanje | Roemenië | 7 - 8   | (0-0,3-4,0-4,4-0) |

### 5e/6e plaats
| Datum        | Land      | Land       | Uitslag | Periode           |
| ------------ | --------- | ---------- | ------- | ----------------- |
| 10 september | Duitsland | Montenegro | 6 - 14  | (0-5,4-3,1-2,1-4) |

## Bronzen Finale
| Datum        | Land   | Land      | Uitslag | Periode           |
| ------------ | ------ | --------- | ------- | ----------------- |
| 11 september | Servië | Hongarije | 10 - 8  | (3-1,2-2,2-1,3-4) |

## Finale
| Datum        | Land    | Land   | Uitslag | Periode           |
| ------------ | ------- | ------ | ------- | ----------------- |
| 11 september | Kroatië | Italië | 7 - 3   | (2-2,1-0,2-0,2-1) |

## Eindrangschikking
| Goud   | Kroatië     |
| Zilver | Italië      |
| Brons  | Servië      |
| 4      | Hongarije   |
| 5      | Montenegro  |
| 6      | Duitsland   |
| 7      | Roemenië    |
| 8      | Spanje      |
| 9      | Griekenland |
| 10     | Turkije     |
| 11     | Rusland     |
| 12     | Macedonië   |

Europees kampioenschap waterpolo mannen

1926 · 
1927 · 
1931 · 
1934 · 
1938 · 
1947 · 
1950 · 
1954 · 
1958 · 
1962 · 
1966 · 
1970 · 
1974 · 
1977 · 
1981 · 
1983 · 
1985 · 
1987 · 
1989 · 
1991 · 
1993 · 
1995 · 
1997 · 
1999 · 
2001 · 
2003 · 
2006 · 
2008 · 
2010 · 
2012 · 
2014 · 
2016 · 
2018 · 
2020 · 
2022 · 
2024
Europees kampioenschap waterpolo vrouwen

1985 · 
1987 · 
1989 · 
1991 · 
1993 · 
1995 · 
1997 · 
1999 · 
2001 · 
2003 · 
2006 · 
2008 · 
2010 · 
2012 · 
2014 · 
2016 · 
2018 · 
2020 · 
2022 · 
2024